# Clubiona trivialis
Clubiona trivialis es una especie de araña araneomorfa del género Clubiona, familia Clubionidae. Fue descrita científicamente por  L. Koch en 1843.
Habita en América del Norte, Europa, Rusia (Europa al Lejano Oriente), China y Japón. Los machos miden 3,0-4,3 mm y las hembras 3,2-5,3 mm.